# Root'Secours
Root'Secours est un groupe créé en 1998 par des Isérois.
Le groupe a lancé son premier album « Root'Secours » en 2000, incluant 2 duos avec Bill Deraime et Mike de Sinsemilia.
Le groupe a lancé un deuxième album « Rage Dedans » (BMG).
Ils ont assuré plusieurs premières parties de Sinsemilia, dont l'Elysée Montmartre et La Cigale à Paris, la Halle Tony Garnier et le Transbordeur à Lyon, la Fête de l'Huma.
Après une période de doutes et un changement d'effectif, ils ont sorti en 2006 l'album « Enfants Soldats ».